# Nowy Tomyśl
Nowy Tomyśl é um município da Polônia, na voivodia da Grande Polônia e no condado de Nowy Tomyśl. Estende-se por uma área de 5,2 km², com 14 574 habitantes, segundo os censos de 2018, com uma densidade de 2802 hab/km².